# Hermann Engelhard von Nathusius

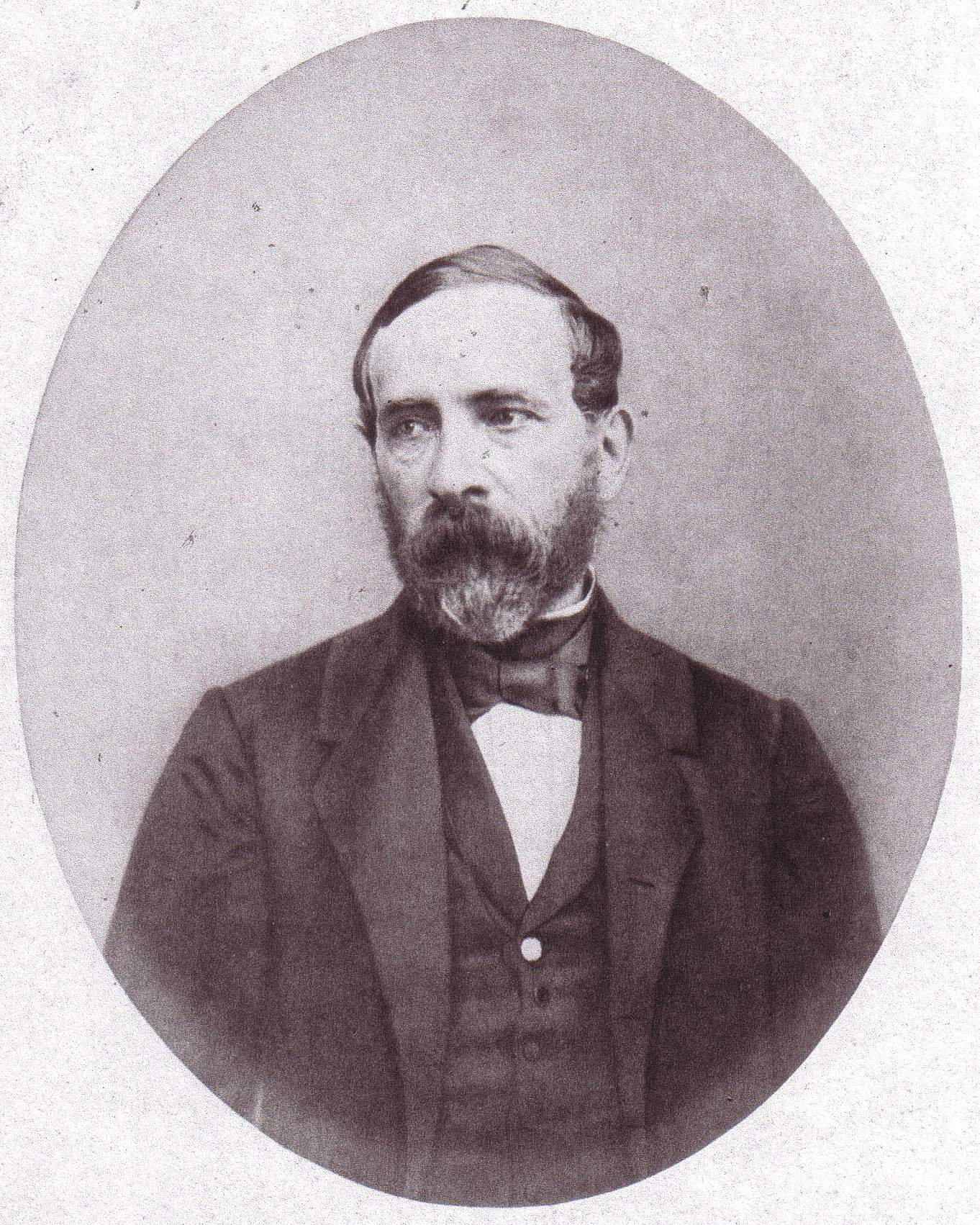
Hermann Engelhard von Nathusius, um 1855

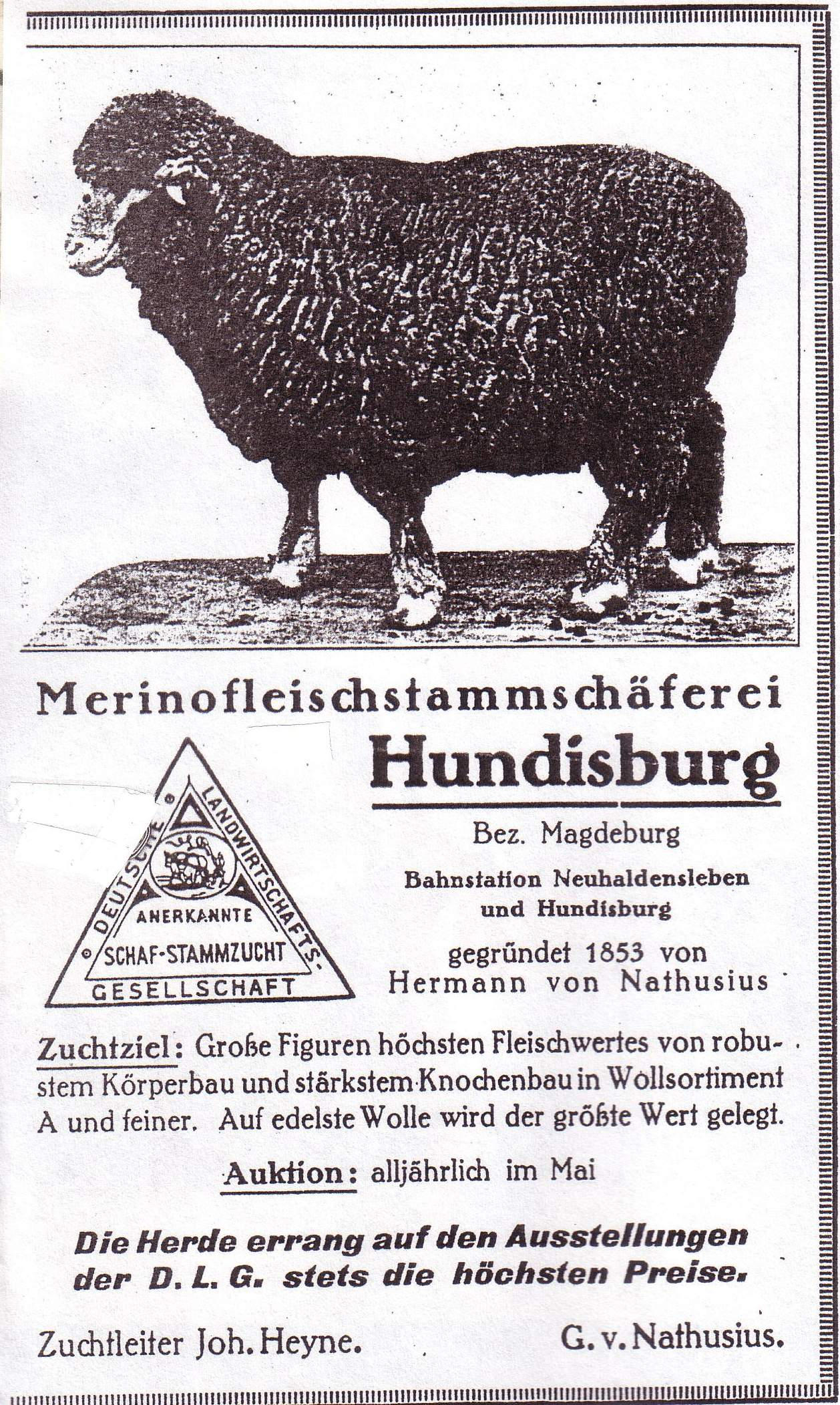
Anzeige für Merino-Schafe aus der Hundisburger Stammzucht, die 1853 von Hermann von Nathusius begründet wurde, um 1900

Hermann Engelhard Nathusius, ab 1840 von Nathusius, (* 9. Dezember 1809 in Magdeburg; † 29. Juni 1879 in Berlin) war seit 1831 Besitzer und Verwalter des Rittergutes Hundisburg im heutigen Sachsen-Anhalt und gilt gleichzeitig als Mitbegründer moderner Tierzucht. Er wurde 1840 in den Adelsstand erhoben.

## Leben und Wirken
Er ist der Sohn des Kaufmanns Gottlob Nathusius und dessen Ehefrau Luise Engelhard. Hermann Engelhard Nathusius studierte Zoologie in Berlin. Später wurde er ein erfolgreicher Tierzüchter – insbesondere von Schafen, Rindern, Schweinen und Pferden –, zudem verfasste er Werke zur Zoologie und zum Zuchtwesen, die sich methodisch an Johann Wolfgang von Goethe orientierten.
Nathusius’ Schriften wurden von Charles Darwin ausgewertet, der sie in Entstehung der Arten und in Abstammung des Menschen zitierte, ebenso in diversen Briefen. Nathusius hatte ein kritisches Verhältnis zu Darwin, dessen Werk ihm zu wenig durch wirkliche Beobachtungen fundiert war (vgl. Vorwort zu den Vorstudien; siehe Schriften). Sein Werk Vorstudien zur Geschichte und Zucht der Hausthiere. Zunächst am Schweineschädel ist explizit als Auseinandersetzung mit Darwins Art- und Rassebegriff verfasst worden. Es wird in heutigen Ausgaben der Entstehung der Arten zitiert, obwohl es fünf Jahre später erschien, und sich auf dieses Werk bezieht.
In den Vorstudien beschreibt Nathusius Schädelumbildungen bei domestizierten Schweinen, welche auf eine umweltbedingte Neotenie hinweisen, die den Übergang von den wilden zu den domestizierten Rassen bildet, jedoch keine eigene Art hervorbringt, wie nach Darwin zu vermuten wäre.
Der nobilitierte Hermann Engelhard von Nathusius war als Politiker an der Begründung des höheren landwirtschaftlichen Lehrinstituts in Halle an der Saale beteiligt und war ab 1870 Mitglied des preußischen Landwirtschaftsministeriums und Leiter des landwirtschaftlichen Lehrinstituts in Berlin. Im Säulenumgang der Gärtnerisch-Landwirtschaftlichen Fakultät der Humboldt-Universität zu Berlin in der Invalidenstraße wird an Nathusius mit einer Marmorbüste erinnert.
Er war zeitweise aktiv im Landwirtschaftlicher Central-Verein der Provinz Sachsen tätig.
Ihm zu Ehren wurde von der Deutschen Gesellschaft für Züchtungskunde e. V. (DGfZ) 1928 die Hermann-von-Nathusius-Medaille gestiftet.

## Familie
Nathusius heiratete 1835 in Giebichenstein Louise Bartels (1810–1906), eine Tochter des preußischen Amtsrats August Ludwig Remigius Bartels. Das Paar hatte drei Söhne und zwei Töchter:
- Anna Louise (1837–1916) ⚭ August Pabst (1823–1907), preußischer Geheimer Oberregierungsrat, Schulrat in Hannover
- Gottlob Engelhard (1838–1899), Posener Polizeipräsident ⚭ Freiin Anna von und zu Massenbach (1850–1937)
- Hans (1841–1903), Dillenburger Landstallmeister ⚭ Marianne Buhlers
- Joachim (1848–1915), preußischer Landesökonomierat ⚭ Adelheid von Schenck (1863–1954), Eltern von Gottlob Karl von Nathusius

## Schriften (Auswahl)
- Ueber Constanz in der Thierzucht. (Zuerst erschienen in der Zeitschrift für deutsche Landwirthe). Berlin 1860.
- Vorstudien zur Geschichte und Zucht der Hausthiere. Zunächst am Schweineschädel. Berlin 1864 (Auszugsweiser Nachdruck in der Zeitschrift Elemente der Naturwissenschaft. Nr. 85, 2006).
- Vorlesungen über Tierzucht. Berlin 1872 ff.
- Über die sogenannten Leporiden. Berlin 1876 (Digitalisat und Volltext im Deutschen Textarchiv, Digitalisat).